# German (Vorname)
German ist ein männlicher Vorname.

## Herkunft und Bedeutung
- Aus den althochdeutschen Elementen ger „Speer“ und  man „Mann“[1][2]
- Aus dem lateinischen germanus „Bruder“[1] oder „Germane“[3]
- Gemäß der veralteten Transkriptionsregel der russischen Sprache ist bei der Übertragung des Namens Herman oder Hermann ins Russische aus dem deutschen Buchstaben H das russische Г entstanden, das dem deutschen G entspricht.

## Varianten
Im spanischen Sprachraum existiert der Name in der Form Germán, im Französischen in der Form Germain und im Portugiesischen Germano.
Die weibliche Form lautet Germana.

## Namenspatron
Im Katholizismus tragen mehrere Heilige die lateinische Namensform Germanus. Danach benannt sind verschiedene Kirchen (z. B. St. Germanus in Niederzissen) und Klöster (z. B. das ehemalige Kloster St. German in Speyer).

## Namensträger
- German Alexandrowitsch Korobow (1913–2006), sowjetischer Waffeningenieur
- German Anatoljewitsch Andrejew (* 1966), russischer Fußballspieler und -trainer
- Germán Arciniegas (1900–1999), kolumbianischer Journalist, Schriftsteller und Politiker
- Germán Becerra (1928–2021), deutsch-französischer Maler und Bildhauer kolumbianischen Ursprungs
- German Bestelmeyer (1874–1942), deutscher Architekt
- Germán Burgos (* 1969), argentinischer Fußballnationalspieler
- Germán Cobos (1927–2015), spanischer Schauspieler
- Germán Conti (* 1994), argentinischer Fußballspieler
- Germán Delfino (* 1978), argentinischer Fußballschiedsrichter
- German Drexler (1935–2022), deutscher Brigadegeneral
- Germán Efromovich (* 1950), brasilianisch-kolumbianischer Unternehmer
- German Frers (* 1941), argentinischer Yachtkonstrukteur
- German Germanowitsch Galynin (1922–1966), sowjetischer Komponist
- German Grobe (1857–1938), deutscher Maler
- German Hacker (* 1968), deutscher Kommunalpolitiker
- German Hafner (1911–2008), deutscher Archäologe
- Germán Herrera (* 1983), argentinischer Fußballspieler
- German Hofmann (1942–2007), deutscher Volksmusiker
- Germán Hornos (* 1982), uruguayischer Fußballspieler
- Germán Jaramillo (* 1952), kolumbianischer Schauspieler und Regisseur
- Germán Jordán (1890–1932), kolumbianischer Oberstleutnant, Namensgeber der Provinz Germán Jordán
- German Kontojew (* 1971), ehemaliger russischer bzw. belarussischer Ringer
- Germán Kratochwil (* 1938), österreichisch-argentinischer Sozialwissenschaftler und Schriftsteller
- German Josef Krieglsteiner (1937–2001), deutscher Mykologe
- German Konstantinowitsch Lukjanow (1936–2019), russischer Jazz-Bandleader, Komponist, und Trompeter des Modern Jazz
- German Lupekin (1919–2016), sowjetischer bzw. russischer Schauspieler und Regisseur
- German Mäurer (1811–1883), deutschsprachiger Schriftsteller und Lehrer
- German Müller (1930–2007), deutscher Geologe und Geochemiker
- Germán Orduna (1926–1999), argentinischer Romanist, Hispanist und Mediävist
- Germán Pomares (1937–1979), nicaraguanischer Revolutionär
- Germán Riesco Errázuriz (1854–1916), chilenischer Präsident von 1901 bis 1906
- Germán Silva (* 1968), mexikanischer Langstreckenläufer
- German Timofejew  (* 1937), russischer Bischof in der Sowjetunion
- German Titow (Schachspieler) (* 1963), moldauischer Schachspieler
- German Stepanowitsch Titow (1935–2000), sowjetischer Kosmonaut
- German Michailowitsch Titow (* 1965), russischer Eishockeyspieler
- German Alexandrowitsch Umnow (1937–2016), russischer Schachkomponist
- Germán Valera (* 2002), spanischer Fußballspieler
- Germán Villa (* 1973), ehemaliger mexikanischer Fußballspieler
- Germán Voboril (* 1987), argentinischer Fußballspieler
- German Werth (1937–2000), deutscher Militärhistoriker
- German Wolf (1830–1890), deutscher Pionier der Fotografie